# Dittatura della maggioranza
La dittatura della maggioranza è un concetto politico che esprime, secondo il suo primo teorizzatore moderno Alexis de Tocqueville, il principale limite (o patologia) della democrazia moderna. Il concetto è però molto simile a quello di oclocrazia teorizzato da Polibio, nel II secolo a.C., come patologia della democrazia. 

## Eziologia
In un sistema democratico, lasciata a sé stessa la maggioranza della popolazione "deciderebbe" per l'insieme degli individui, non tenendo in considerazione la visione espressa dalle minoranze: essa può invece essere autorevole o talvolta più adeguata ad un determinato contesto storico-sociale.
In termini storici, dietro all'argomentazione di de Tocqueville potevano esserci i timori di alcuni strati sociali contrari ad un incondizionato suffragio universale che, secondo loro, avrebbe dato totale peso politico ad una maggioranza con interessi diversi dai loro. L'argomentazione, però, è stata ripresa nel secolo successivo per spiegare l'ascesa al potere dei totalitarismi degli anni Trenta.

## Rapporto con la democrazia
Una filosofia politica democratica di tipo monista - che nella legittimazione popolare veda l'unica fonte di autorità per un pubblico potere - si pone in potenziale tensione con funzioni professionali, come l'amministrazione della giustizia: in presenza di procedure democratiche funzionanti, cioè, si potrebbe sostenere che "sia escluso qualsiasi «appello al cielo»; nessuno, in nome della giustizia, può legittimamente sottrarsi alle decisioni democratiche. Ma questo sembra un prezzo troppo alto da pagare per mettere la democrazia al riparo dalle ingerenze degli organi non democratici. Se ci possono essere ottime ragioni per non fidarsi di tali organi e per temere l’inefficienza, il paternalismo e le possibili derive autoritarie che essi possono implicare, tali ragioni dovrebbero essere distinte da un’adesione a tutto campo rispetto agli esiti delle procedure democratiche. In altre parole, per difendersi dai pericoli dell’autoritarismo anti-democratico non è necessario, ed è altamente imprudente, adottare una forma di autoritarismo democratico".

## Studi sulla prevenzione
Lo stesso de Tocqueville teorizzò che la società moderna è divisa in moltissime fazioni trasversali: le associazioni, le quali avrebbero potuto fungere da anticorpi a questa patologia, non solo nella veste di partiti politici ma anche e soprattutto come corpi intermedi di tipo sociale, professionale o economico in generale.
A questa pluralità sociale, il diritto aggiunge uno strumento accentrato, secondo l'impostazione kelseniana in cui il nesso tra giustizia costituzionale e democrazia è ben presente: "la giustizia costituzionale si configura come uno strumento posto a difesa delle minoranze nei confronti delle manifestazioni di volontà, contrarie alla costituzione, della maggioranza parlamentare, come argine alla nascita di una «dittatura della maggioranza»".
A tal proposito, Violante ha sostenuto che "il principio maggioritario è in democrazia sottoposto a precisi limiti per evitare gli abusi delle maggioranze, la cosiddetta “dittatura della maggioranza”. Questi limiti al principio di maggioranza sono oggi costituiti dalla separazione dei poteri, da un nucleo di diritti fondamentali collocato fuori delle contese politiche, e che perciò “non può essere sottoposto al voto”, da una magistratura indipendente, da un sindacato sulla conformità delle leggi alla Costituzione operato dalle Corti Costituzionali".

### In Italia
In Italia Dogliani ha ravvisato "un legame tra le modalità con cui è stata esercitata  la  dittatura  della  maggioranza  parlamentare  (...) e i veleni oggi in circolo" a causa del populismo nelle democrazie di massa. Per Deidda, "la Costituzione è stata un formidabile strumento nelle mani di chi si opponeva al populismo distruttivo di ogni corretto equilibrio tra le istituzioni della Repubblica e ha rappresentato il limite invalicabile per chi non voleva che la dittatura della maggioranza divenisse la vera costituzione materiale".
C'è stato anche chi, come Bonetti, ha messo in guardia dai pericoli cui le nuove tecnologie dell’informazione, talora di segno opposto, possono dar luogo quando entrano nel dominio della politica: "c’è il rischio di una dittatura della maggioranza e conseguente emarginazione delle minoranze, e, al tempo stesso, la possibilità che si apra la strada a «processi di controllo e di manipolazione operati da oligarchie o da gruppi ristretti di persone». La comunicazione diretta fra cittadinanza e leadership politica, senza le tradizionali mediazioni, la personalizzazione spinta fino a forme di vero e proprio «divismo» politico, l’esibizione ostentata e furbesca dell’intimità per dare agli elettori un’ingannevole sensazione di prossimità, sono tutti fenomeni non troppo rassicuranti per l’avvenire delle nostre democrazie liberali". In questo senso, era stata stigmatizzata da Allegretti "la prevalente linea del berlusconismo di affidare la «dittatura della maggioranza» (e del premier) ai mezzi più soffici della propaganda e dell’immagine".